# Agar (muller d'Abraham)

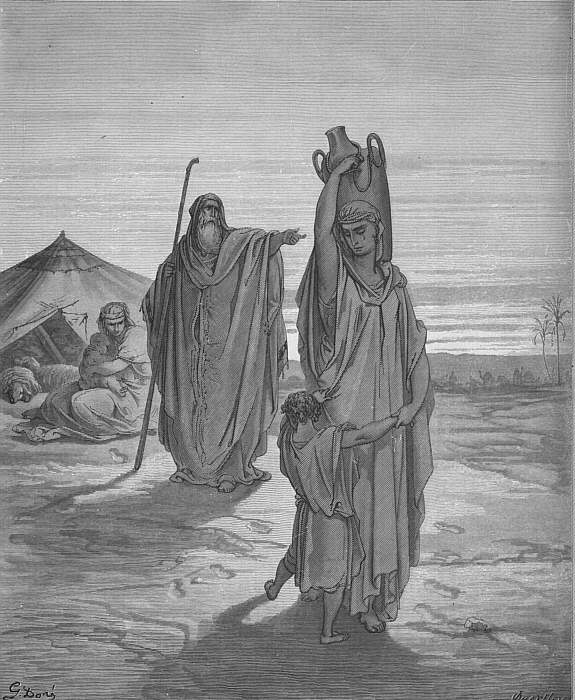
Expulsió d'Ismael i Agar, Gustave Doré (1866).

Agar (hebreu: הָגָר, Hāgār‎; àrab: هاجر, Hājar) era la dona amb qui Abraham va tenir el seu primer fill Ismael, ancestre dels àrabs, segons el llibre del Gènesi.
Dels seus orígens hi ha dues versions:
- La primera tradició afirma que Agar era filla d'un rei del Magrib descendent del profeta Xèlah, besnét de Noè. El seu pare va morir durant la guerra magribino-egípcia i el faraó s'endugué la família d'Agar com esclaus a la seva cort d'Egipte. Anys més tard, el faraó va regalar l'esclava Agar a Sara, esposa d'Abraham, de qui n'estava enamorat.[2]
- Una altra llegenda indica que Agar era filla del mateix faraó, per tant, era una princesa d'Egipte. El faraó es va enamorar de Sara, que creia germana d'Abraham i no la seva dona, i va prometre la seva filla Agar amb Abraham. Quan Abraham i Sara van ser expulsats d'Egipte a causa de l'engany al faraó, Agar va marxar amb el seu espòs.

Anys després, Sara pensava que no tindria fills, ja que era molt gran i va demanar-li a Abraham que s'unís a la bonica Agar per tal de tenir descendència. Quan es va quedar prenyada, va fugir al desert pels maltractaments de Sara, però mentre descansava al Pou de Lahai-Roí se li aparegué un àngel que en nom de Jahvè li assegurà que la seva descendència seria incomptable. Així, Agar tornà a la casa d'Abraham.
De la unió d'Abraham i Agar nasqué Ismael, del qual descendeixen els ismaelites. Anys després, el patriarca Abraham va tenir un altre fill amb la seva esposa Sara i aquesta convencé Abraham que fes fora Agar i Ismael. Segons la tradició islàmica en canvi, va ser Al·là qui demanà a Abraham que els deixés marxar per fundar un gran poble.
Sigui com sigui, durant la travessia del desert se'ls aparegué un àngel, que li anuncià que cuidaria d'ells i que Ismael arribaria a ser un gran líder.
Es van instal·lar al país de Paran, on Ismael es va donar a conèixer per la seva força i destresa amb les armes. Arribà a ser molt respectat i de les seves dues esposes va tenir dotze fills mascles i una filla.